# Повал (архитектура)
Пова́л (в русском деревянном зодчестве) — плавное расширение верхней части сруба непосредственно под кровлей за счёт выпуска наружу венцов. При этом длина наружных остатков брёвен также увеличивается, образуя подобие карниза и придавая конструкции дугообразный силуэт. Служит основанием для шатровых и скатных крыш. Покрытый кровлей, создаёт навес над стенами, и таким образом, выполняет задачу защиты их от влаги.

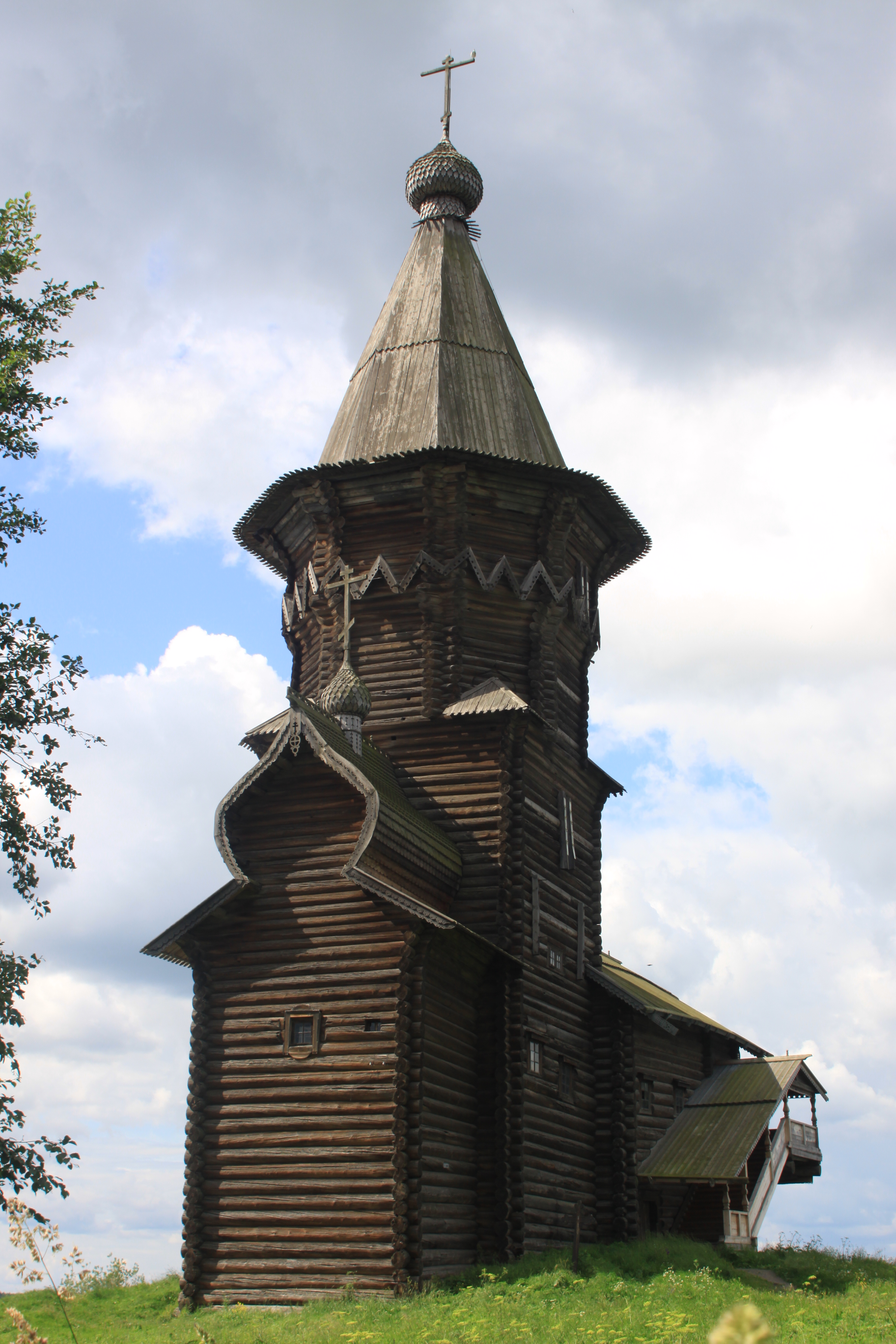
Повалы придают деревянным храмам Русского Севера узнаваемый стремящийся вверх силуэт. Успенская церковь (1774 г.), в Кондопоге, Карелия
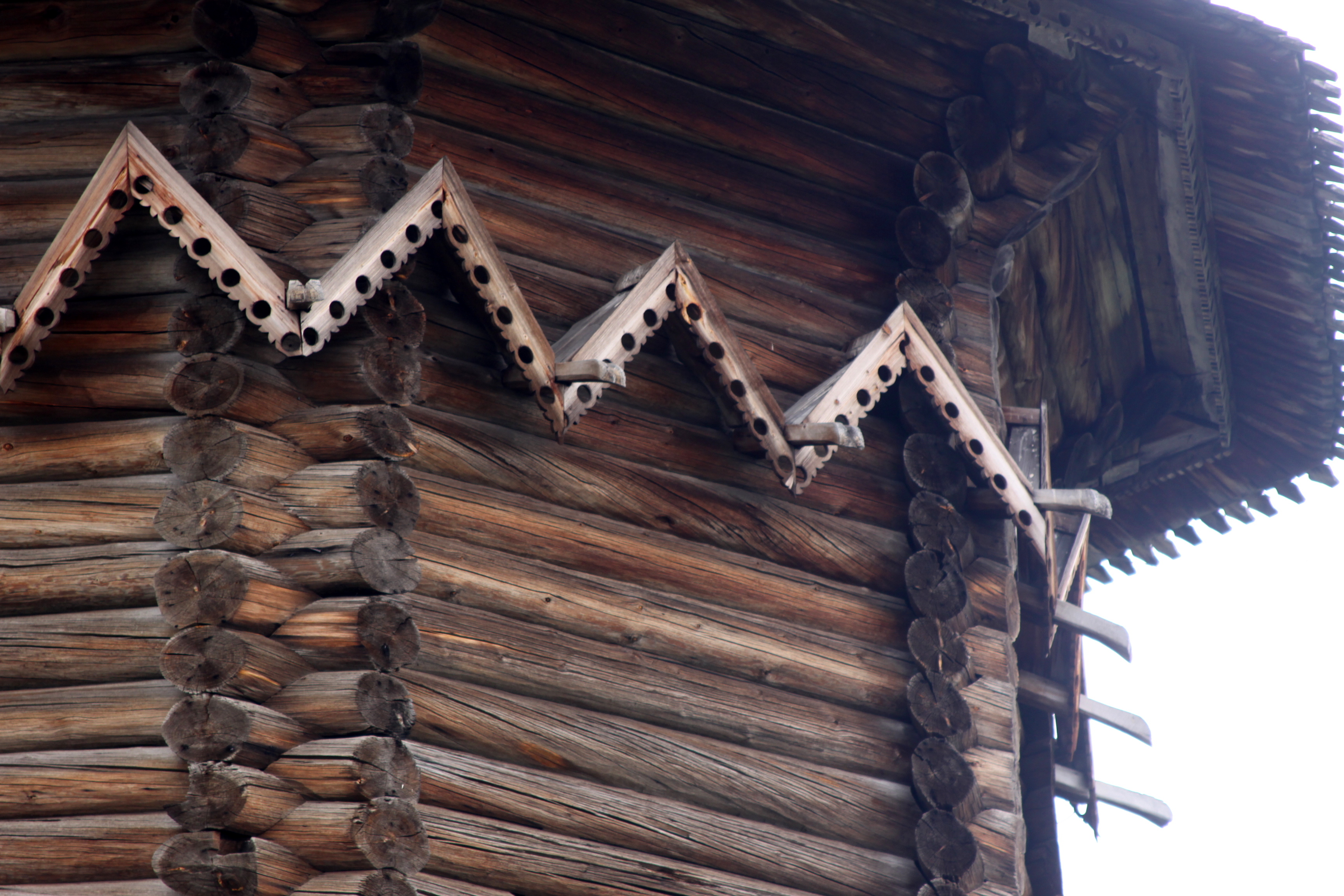
Повал и устройство отвода воды в Покровской церкви (1764 г.) в Кижах, Карелия
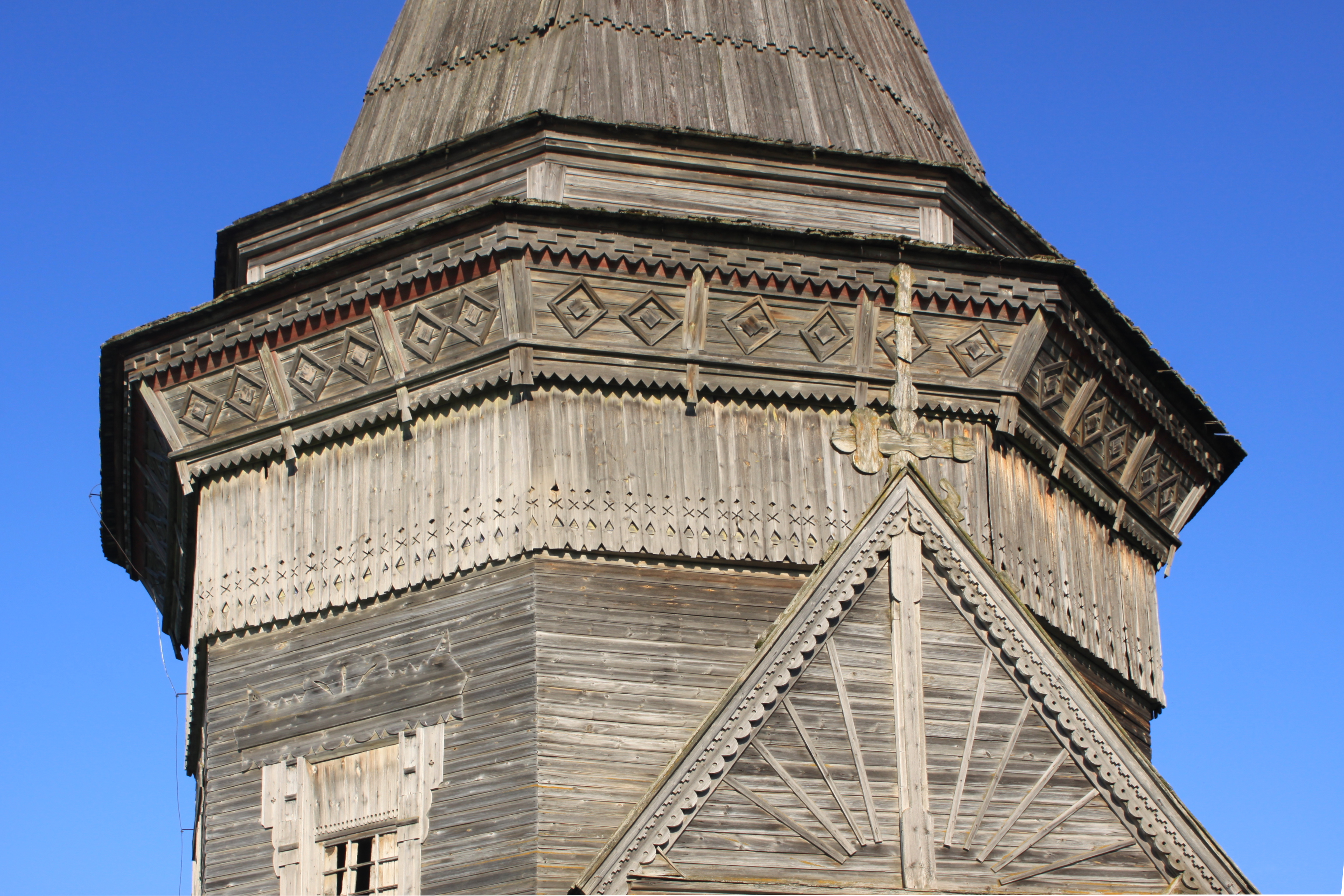
Декор повала Сретенско-Михайловской церкви (1655 г.) в бывшей деревне Красная Ляга, Каргопольский район Архангельской области
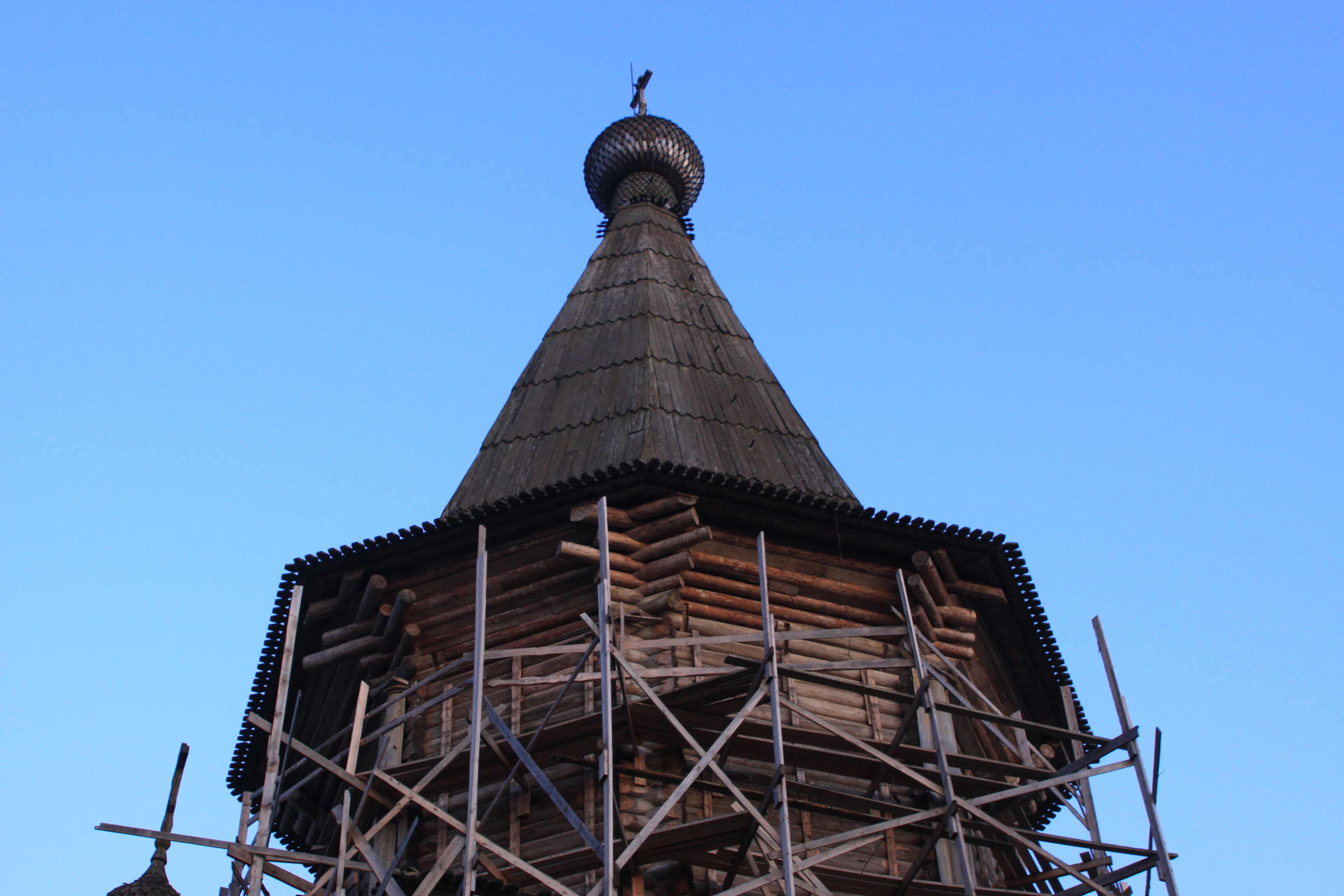
Замена венцов повала при реставрации Покровско-Власьевской церкви (1743 г.) в Лядинах, Каргопольский район Архангельской области